# 小早川重景
小早川 重景（こばやかわ しげかげ）は、鎌倉時代末期から南北朝時代にかけての武将。竹原小早川氏の第4代当主。室町幕府奉公衆。

## 生涯
建武5年・延元3年（1338年）2月、父・祐景が奈良で討死したため、同月、祖父・景宗より安芸国都宇竹原荘（広島県竹原市）・阿波国板西下荘（徳島県板野郡板野町）の一部・備前国裳懸荘（岡山県瀬戸内市邑久町虫明）などの所領を譲り受け竹原小早川家の家督を相続した。
康永4年（1345年）、京都四条堀川・油小路の屋敷地をめぐって千葉胤泰と裁判となり、四条隆蔭の裁定で勝訴している。

## 系譜
- 父：小早川祐景
- 母：不詳
- 妻：不詳
  - 男子：小早川重宗
  - 男子：小早川薬寿

## 関連史料
- 東京帝国大学文学部史料編纂所編『大日本古文書』 家わけ十一ノ一：小早川家文書之1、東京帝国大学、1927年。 NCID BN04860811。OCLC 835258028。全国書誌番号:73018529。NDLJP:1908791
- 東京帝国大学文学部史料編纂所編『大日本古文書』 家わけ十一ノ二：小早川家文書之2、東京帝国大学、1927年。 NCID BN04860811。OCLC 834195954。全国書誌番号:73018529。NDLJP:1908801